# Severní obchvat Staré Boleslavi

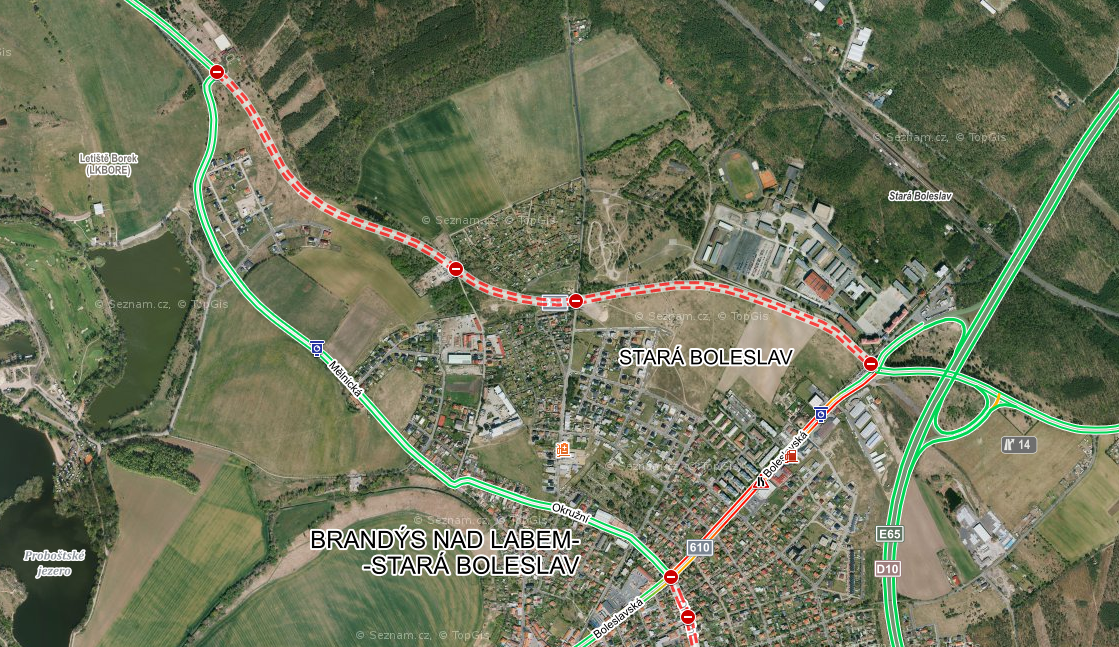
Severní obchvat Staré Boleslavi značený v mapě Seznam.cz před dokončením

Severní obchvat Staré Boleslavi je téměř tříkilometrový obchvat, který svádí dopravu ve směru z exitu dálnice D10 na Mělník mimo centrum Staré Boleslavi. Obchvat je součástí silnice II/331 a byl vybudován v srpnu 2021 až květnu 2023.

## Historie a výstavba
O nutnosti vybudovat podobný obchvat se vedly debaty od 80. let 20. století. Původní plán výstavby byl překročen o půl roku kvůli přeložkám sítí ČEZu. Zhotovitelem byla společnost Strabag. Výsledné náklady byly téměř 130 milionů Kč, přičemž plánovaná cena byla 84,5 milionů Kč. Většinu nákladů Středočeský kraj pokryl z evropských dotací.
Na místě stavby byl v období třicetileté války zimní tábor vojsk. Archeologové tak očekávali během výzkumu nálezy latrín, kuchyní nebo poztrácených kovových předmětů.
Stavbě těsně předcházela stavba okružní křižovatky u Jaselských kasáren, která je v provozu od října 2022 a je součástí obchvatu. Šířka pásu je 6,5 m a křižovatka vznikla přestavbou původní křižovatky silnice II/610, větve dálniční křižovatky dálnice D10 a místní silnice a přidáním pátého ramene pro nový obchvat. Stavba zahrnovala i výstavbu nových chodníků, autobusových nástupišť, dvou přechodů pro chodce, dopravního značení a veřejného osvětlení. Plánovaná cena zhruba 40 milionů Kč se zvýšila na 56 milionů Kč.

## Projekt a trasa
Obchvat v délce téměř 3 km je veden severně od Staré Boleslavi a jeho součástí jsou tři křižovatky a 300 m protihlukových stěn. Součástí je také světelná signalizace a přechod pro chodce v Třebízského ulici. Obchvat začíná napojením na velký kruhový objezd u Jaselských kasáren a končí křižovatkou s ulicí Lhotecká, kde plynule navazuje na další úsek silnice II/331.

## Provoz
Obchvat ulevil obytné zástavbě na páteřní Boleslavské, ale i Okružní a Mělnické ulici především od těžkých nákladních vozů jedoucích ve směru na Mělník. Zrychlil také tranzitní dopravu. Původní trasa vedla přes rušnou křižovatku spojující ulice Okružní a Boleslavská.